# Eleições estaduais em Mato Grosso do Sul em 1994
As eleições estaduais em Mato Grosso do Sul em 1994 ocorreram em 3 de outubro como parte das eleições gerais no Distrito Federal e em 26 estados brasileiros. Foram eleitos o governador Wilson Martins, o vice-governador Braz Melo e os senadores Lúdio Coelho e Ramez Tebet, além de oito deputados federais e vinte e quatro deputados estaduais.
Natural de Campo Grande, o advogado Wilson Martins formou-se pela Universidade de São Paulo em 1939. Secretário-geral da prefeitura de Campo Grande quando esta cidade pertencia a Mato Grosso, aproveitou os estertores do Estado Novo e filiou-se à UDN, sendo eleito suplente do senador João Vilas Boas em 1954, prefeito de Campo Grande em 1958 e deputado federal em 1962. Adversário do Regime Militar de 1964, ingressou no MDB quando impuseram o bipartidarismo mediante o Ato Institucional Número Dois. Reeleito em 1966, foi cassado em 7 de fevereiro de 1969, pelo Ato Institucional Número Cinco, permanecendo sem direitos políticos por dez anos. Quando retornou à vida pública, já existia o estado de Mato Grosso do Sul e nele foi o primeiro presidente da seccional da Ordem dos Advogados do Brasil. Presidente do diretório estadual do PMDB, elegeu-se governador deste estado em 1982 e senador em 1986. Signatário da Constituição de 1988, desgastou-se com a "ala conservadora" de seu partido e em 1990 migrou para o PSDB, votando a favor do impeachment de Fernando Collor em 1992. Retornou ao governo sul-mato-grossense nas eleições de 1994, via PMDB.
A disputa pelo governo do estado, ficou polarizada entre  Wilson Martins (PMDB) e Levy Dias (PPR), candidatos dos partidos herdeiros do bipartidarismo do regime militar, o PMDB sucessor do MDB, e o PPR, sucessor do PDS/ARENA. 

## Resultado da eleição para governador
Dados fornecidos pela Justiça Eleitoral apontam 730.668 votos nominais (77,14%), 165.755 votos em branco (17,50%) e 50.736 votos nulos (5,36%), resultando no comparecimento de 947.159 eleitores.
| Candidatos a governador do estado | Candidatos a vice-governador | Número | Coligação                                            | Votação | Percentual |
| --------------------------------- | ---------------------------- | ------ | ---------------------------------------------------- | ------- | ---------- |
| Wilson Martins PMDB               | Braz Melo PSDB               | 15     | Frente Popular (PMDB, PSDB, PSB, PL, PCdoB, PSD, PV) | 392.365 | 53,70%     |
| Levy Dias PPR                     | Ricardo Bernal PDT           | 11     | União e Trabalho (PPR, PDT, PFL, PTB, PP, PSC)       | 243.366 | 33,31%     |
| Pedro Teruel PT                   | Mariza Rocha PPS             | 13     | Frente Brasil Popular (PT, PPS, PMN, PSTU)           | 73.164  | 10,01%     |
| Rita de Cássia PRONA              | Luiz Carlos Santilli PRONA   | 56     | PRONA (sem coligação)                                | 21.773  | 2,98%      |
| Fontes:                           |                              |        |                                                      |         |            |

## Biografia dos senadores eleitos

### Lúdio Coelho
Natural de Rio Brilhante, o agropecuarista Lúdio Coelho graduou-se na Universidade Federal de Viçosa com curso de crédito na Universidade de Michigan, Estados Unidos. Guindado à presidência do Banco Agrícola de Dourados em 1959, estreou na política via UDN ao disputar o governo de Mato Grosso contra Pedro Pedrossian, eleito pelo PSD em 1965. Afastou-se das refregas eleitorais desde então, apoiando a carreira de seu cunhado, Saldanha Derzi, e de seu irmão, Italívio Coelho. Após a criação de Mato Grosso do Sul, a cidade de Campo Grande tornou-se capital do novo estado e em 1983, Lúdio Coelho, então filiado ao PMDB, foi nomeado prefeito da mesma pelo então governador Wilson Martins. Depois de ingressar no PTB, perdeu o governo de Mato Grosso do Sul em 1986, mas elegeu-se prefeito de Campo Grande em 1988, neste caso apoiado pela União Democrática Ruralista. Em nova troca partidária, elegeu-se senador pelo PSDB em 1994.

### Ramez Tebet
Advogado nascido em Três Lagoas, Ramez Tebet diplomou-se em 1959 na Universidade Federal do Rio de Janeiro, atuando como promotor de justiça entre 1961 e 1964. Professor da Universidade Federal de Mato Grosso, foi nomeado prefeito de sua cidade natal em 1975, quando ela pertencia a Mato Grosso. Eleito deputado estadual pela ARENA de Mato Grosso do Sul em 1978, foi relator da Constituição Estadual e depois secretário de Justiça no primeiro governo Marcelo Miranda. Eleito vice-governador pelo PMDB, na chapa de Wilson Martins, em 1982, assumiu o governo estadual quando o titular renunciou para eleger-se senador em 1986. No ano seguinte, o presidente José Sarney o nomeou para comandar a Superintendência de Desenvolvimento do Centro-Oeste, onde permaneceu até 1990, ano de sua filiação ao PSDB. Entretanto, sua eleição para senador em 1994 aconteceu pelo PMDB. Ministro da Integração Nacional no governo do presidente Fernando Henrique Cardoso por um curto período em 2001, deixou o cargo para eleger-se presidente do Senado Federal no mesmo ano.

## Resultado da eleição para senador
| Candidatos a senador da República | Candidatos a suplente de senador                                            | Número | Coligação                                            | Votação | Percentual |
| --------------------------------- | --------------------------------------------------------------------------- | ------ | ---------------------------------------------------- | ------- | ---------- |
| Lúdio Coelho PSDB                 | Jorge Haddad PSDB Sandro Fabi PSDB                                          | 453    | Frente Popular (PMDB, PSDB, PSB, PL, PCdoB, PSD, PV) | 383.853 | 29,44%     |
| Ramez Tebet PMDB                  | Pedro Paulo Lima PMDB Pedro Ubirajara PMDB                                  | 152    | Frente Popular (PMDB, PSDB, PSB, PL, PCdoB, PSD, PV) | 300.777 | 23,07%     |
| Ary Rigo PTB                      | Martinho da Silva Barros PTB Luiz Carlos Ortega PTB                         | 143    | União e Trabalho (PPR, PDT, PFL, PTB, PP, PSC)       | 267.130 | 20,49%     |
| Saldanha Derzi PP                 | Harrison de Figueiredo PDT Alarico Reis d'Ávila PDT                         | 393    | União e Trabalho (PPR, PDT, PFL, PTB, PP, PSC)       | 148.336 | 11,38%     |
| Ricardo Brandão PT                | Milton Andrade Moreira PT Leonice Salles Sanches PT                         | 132    | Frente Brasil Popular (PT, PPS, PMN, PSTU)           | 91.844  | 7,04%      |
| Alan Pitthan PPS                  | Vicente Silva da Rocha PMN Genésio Manoel dos Santos PMN                    | 233    | Frente Brasil Popular (PT, PPS, PMN, PSTU)           | 62.200  | 4,77%      |
| Francisca Escobar PRONA           | Henilda Carneiro do Espírito Santo PRONA Maria de Lourdes Costa Souza PRONA | 562    | PRONA (sem coligação)                                | 49.735  | 3,81%      |
| Fontes:                           |                                                                             |        |                                                      |         |            |

## Deputados federais eleitos
São relacionados os candidatos eleitos com informações complementares da Câmara dos Deputados.

Representação eleita
  PSDB: 3
  PMDB: 1
  PFL: 1
  PTB: 1
  PDT: 1
  PP: 1

Fonteː
| Número  | Deputados federais eleitos | Partido | Votação | Percentual | Cidade onde nasceu | Unidade federativa |
| 1515    | André Puccinelli           | PMDB    | 65.091  |            | Viareggio          | Itália             |
| 4555    | Marisa Serrano             | PSDB    | 40.641  |            | Bela Vista         | Mato Grosso do Sul |
| 4510    | Dilso Sperafico            | PSDB    | 38.462  |            | Santa Rosa         | Rio Grande do Sul  |
| 2513    | Marilu Guimarães           | PFL     | 38.164  |            | Campo Grande       | Mato Grosso do Sul |
| 1414    | Nelson Trad                | PTB     | 35.019  |            | Aquidauana         | Mato Grosso do Sul |
| 4510    | Saulo Queiroz              | PSDB    | 30.632  |            | Guaíra             | São Paulo          |
| 1212    | Oscar Goldoni              | PDT     | 29.595  |            | Anta Gorda         | Rio Grande do Sul  |
| 3939    | Flávio Derzi               | PP      | 24.455  |            | Campo Grande       | Mato Grosso do Sul |
| Fontes: |                            |         |         |            |                    |                    |

## Deputados estaduais eleitos
No estado elegeram-se 24 deputados estaduais.

Representação eleita
  PMDB: 5
  PFL: 4
  PTB: 4
  PP: 3
  PT: 3
  PDT: 2
  PSDB: 2
  PL: 1

Fonteː
| Número  | Deputados estaduais eleitos | Partido | Votação | Percentual | Cidade onde nasceu | Unidade federativa |
| 39110   | Maurício Picarelli          | PP      | 23.703  |            | Bauru              | São Paulo          |
| 25185   | Cícero de Souza             | PFL     | 21.920  |            |                    |                    |
| 15113   | Celina Jallad               | PMDB    | 20.551  |            | Campo Grande       | Mato Grosso do Sul |
| 25111   | Londres Machado             | PFL     | 18.845  |            | Rio Brilhante      | Mato Grosso do Sul |
| 15106   | Waldemir Moka               | PMDB    | 16.676  |            | Bela Vista         | Mato Grosso do Sul |
| 12180   | Valdenir Machado            | PDT     | 15.942  |            |                    |                    |
| 39122   | Jerson Domingos             | PP      | 14.346  |            | Campo Grande       | Mato Grosso do Sul |
| 14141   | Paulo Cruz e Souza          | PTB     | 13.912  |            |                    |                    |
| 25121   | José Roberto Teixeira       | PFL     | 13.303  |            | Guanambi           | Bahia              |
| 14222   | Eder Brambilla              | PTB     | 13.296  |            |                    |                    |
| 14130   | Antônio Carlos Arroyo       | PTB     | 12.918  |            | Nova Granada       | São Paulo          |
| 12121   | Franklin Masruha            | PDT     | 12.486  |            |                    |                    |
| 39170   | Waldir Neves                | PP      | 12.470  |            | Miranda            | Mato Grosso do Sul |
| 45110   | Akira Otsubo                | PSDB    | 12.235  |            |                    |                    |
| 15133   | Murilo Zauith               | PMDB    | 12.163  |            | Barretos           | São Paulo          |
| 15125   | Jerce Euzébio               | PMDB    | 11.980  |            |                    |                    |
| 14111   | Valdomiro Gonçalves         | PTB     | 11.834  |            | Paranaíba          | Mato Grosso do Sul |
| 22600   | Moysés Nery                 | PL      | 11.543  |            |                    |                    |
| 25125   | Hosne Esgaib                | PFL     | 11.421  |            |                    |                    |
| 15150   | Nelito Câmara               | PMDB    | 10.393  |            | Getulina           | São Paulo          |
| 45101   | Roberto Orro                | PSDB    | 9.764   |            |                    |                    |
| 13151   | Ben-Hur Ferreira            | PT      | 7.858   |            | Campo Grande       | Mato Grosso do Sul |
| 13111   | Zeca do PT                  | PT      | 7.768   |            | Porto Murtinho     | Mato Grosso do Sul |
| 13233   | Anilson Prego               | PT      | 6.026   |            |                    |                    |
| Fontes: |                             |         |         |            |                    |                    |